# Melanochromis auratus
Espèce
Statut de conservation UICN

 LC  : Préoccupation mineure
Répartition géographique
Melanochromis auratus ou frappeur de pierre du Malawi ou encore Cichlidé turquoise doré est une espèce de poissons d'eau douce de la famille des cichlidae, elle est endémique du lac Malawi en Afrique. Ce cichlidé fait partie des espèces dites "Mbuna" (ou "M'buna") ou poisson brouteurs d'algues du lac Malawi.

## Répartition
Originaire et endémique du lac Malawi, Melanochromis auratus est principalement présent dans la partie sud du lac. Son aire de répartition s’étend du récif de Jalo le long de la côte ouest jusqu’à Crocodile Rocks, incluant l’ensemble des îles et récifs situés dans cette zone, à l’exception de Zimbawe Rock ainsi que des îles Chinyankwazi et Boadzulu.
Cette espèce a été introduite dans l'état du  Morelos (Mexique), à Sulawesi Tengah (Indonésie) et Hong Kong (Chine).

## Description
La description d'origine repose sur un spécimen de 75 mm de longueur totale, collecté à Monkey Bay (rive occidentale du lac Nyassa) et déposé au British Museum par G. H. Pigott :
- La mâchoire supérieure présente 23 dents dans la série externe de chaque côté. Le corps est modérément comprimé latéralement, avec une hauteur équivalente à environ 1/33 de la longueur totale. La tête entre 34 fois dans cette longueur. Le museau a un profil courbe. L’œil est situé à égale distance entre l’extrémité du museau et l’ouverture branchiale. Son diamètre correspond à environ un quart de la longueur de la tête et dépasse légèrement la largeur inter-orbitale. Le maxillaire n’atteint pas le bord antérieur de l’œil.
- La joue porte trois rangées d’écailles sous l’œil. L’opercule et la région inter-orbitale sont écailleux. Les branches du préopercule forment un angle droit. Le premier arc branchial porte 8 branchiospines courtes sur sa partie inférieure.
- La nageoire dorsale comprend XIX épines et 6 rayons mous. Les épines sont de longueur similaire à partir de la quatrième, qui mesure environ un tiers de la longueur de la tête. Les nageoires pectorales sont pointues et atteignent environ la longueur de la tête. Les pelviennes sont de même longueur et atteignent l’orifice anal. L’anale comporte III épines et 6 rayons mous, la troisième épine étant plus développée que les épines dorsales. La nageoire caudale est tronquée. Le pédoncule caudal est légèrement plus long que haut.
- Le corps présente 34 rangées d’écailles longitudinales avec 3 rangées au-dessus de la ligne latérale. Les écailles situées sous cette ligne sont finement denticulées. La ligne latérale supérieure présente un motif de segmentation noté 1.4.
- La coloration de fond est jaune doré, avec trois bandes noires : une sur le flanc, de l’œil à la base de la caudale ; une au-dessus de la ligne latérale, de l’occiput au pédoncule caudal ; et une sur la nageoire dorsale. Deux bandes noires courbes traversent le museau entre les yeux, et quelques taches noires apparaissent sur la partie supérieure de la nageoire caudale.

## Systématique
Le nom valide complet (avec auteur) de ce taxon est Melanochromis auratus (Boulenger, 1897).
Melanochromis auratus a pour synonymes :
- Chromis aurata Boulenger, 1897
- Chromis auratus Boulenger, 1897
- Pseudotropheus auratus (Boulenger, 1897)
- Tilapia aurata (Boulenger, 1897)

## Étymologie
Le nom générique Melanochromis, établi par Trewavas en 1935, se compose de deux éléments d’origine grecque : melano-, signifiant « noir », probablement en référence aux motifs sombres caractéristiques de certaines espèces du genre, notamment les deux bandes longitudinales noires bien marquées que l’on retrouve sur les flancs, ainsi qu’à la coloration sombre des nageoires de M. melanopterus. Le suffixe -chromis est un terme ancien remontant à Aristote, peut-être dérivé de chroemo, qui signifie « hennir » ou « produire un son », en allusion aux capacités sonores de certains poissons comme les Sciaenidés. Ce terme a par la suite été généralisé à divers poissons perciformes, notamment les cichlidés africains, et figure dans plusieurs noms de genres apparentés. L'épithète spécifique auratus, attribuée par Boulenger en 1897, fait référence à la teinte jaune dorée remarquable des femelles et des juvéniles de l'espèce.

## Publication originale
- Boulenger, G. A. (1897). Description of a new fish from Lake Nyassa. Annals and Magazine of Natural History (Series 6). v. 19 (no. 110) (art. 16): 155. [(en) lire en ligne (page consultée le 01 mai 2025)]

## Taille
Cette espèce mesure adulte une taille maximale avoisinant les 11 cm. Selon Aquaportail environ 12 cm pour le mâle et 10 cm pour la femelle. Parfois un peu plus en aquarium pour les plus vieux spécimens. Les femelles ont tendance à rester légèrement plus petites.

## Dimorphisme sexuel
Adulte cette espèce de cichlidae est très simplement différentiable. En effet le mâle est légèrement plus grand et surtout de coloration sombre avec deux barres longitudinales plus claires, tandis que la femelle est jaune avec ses deux mêmes barres longitudinales, mais de couleur sombres, noires. Le mâle possède également la terminaison des nageoires impaires plus effilées et au moins un ocelle de couleur jaune brillant sur la nageoire anale.

## Reproduction
Cette espèce est incubatrice buccale maternelle, les femelles gardent les œufs, larves et tout jeunes alevins environ 3 semaines, protégés dans leur gueule (sans manger ou en filtrant très légèrement les micro-détritus). Les mâles peuvent se montrer très insistants dès les premières maturités sexuelles des femelles, il est préférable de maintenir cette espèce en groupes de plusieurs individus (au moins en « trio » : 1 mâle pour 2 femelles), de manière à diviser l'agressivité d'un mâle dominant sur plusieurs individus. C'est que vers 5/6 centimètres que les premiers mâles se déclarent et commencent notamment à changer de couleur et adopter un caractère plus affirmé.

## Statut IUCN
L'Union internationale pour la conservation de la nature IUCN place cette espèce en "Préoccupation Mineur" (LC) : "répandu dans toute la partie sud du lac sans grands menaces généralisées connus".

## Croisement, hybridation, sélection
Il est impératif de maintenir cette espèce et le genre Melanochromis seul ou en compagnie d'autres espèces, d'autres genres, mais de provenance similaire (lac Malawi), afin d'éviter toute facilité de croisement. Le commerce aquariophile a également vu apparaître un grand nombre de spécimens provenant d'Asie et d'Europe de l'est notamment et aux couleurs des plus inhabituelles ou albinos ; à cause de la sélection, hybridation et autres procédés chimiques de laboratoires. N'oublions pas qu'en milieu fermé tel qu'un aquarium des croisements et hybridations sont plus faciles.

## Zoo, captivité
- Le Zoo de Francfort-sur-le-Main en Allemagne détient un certain nombre de spécimens[8].

## Galerie

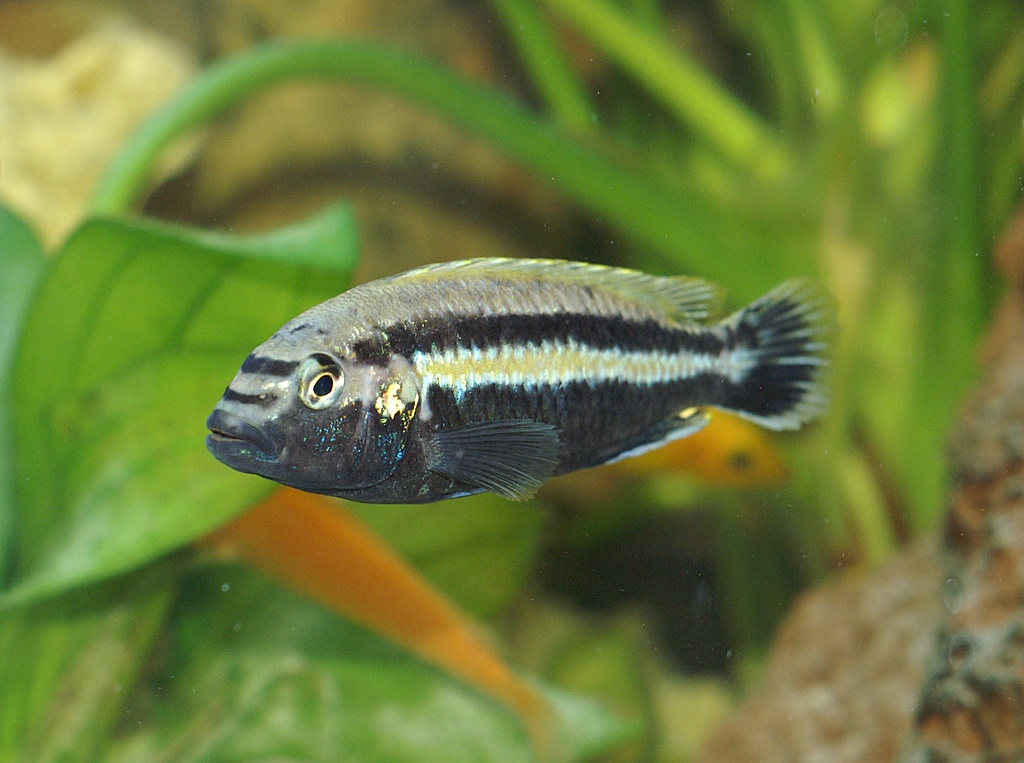
mâle
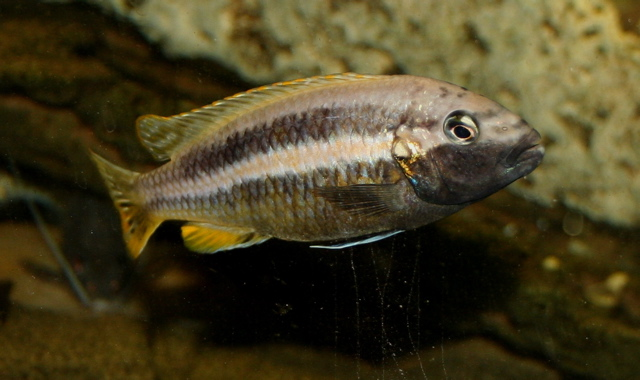
mâle bêta de couleur plus terne (plus claire moins dominant qu'un alpha ou de stres ; parfois également les vieilles femelles ayant eu notamment plusieurs dizaines d'incubations deviennent ternes de cette façon)
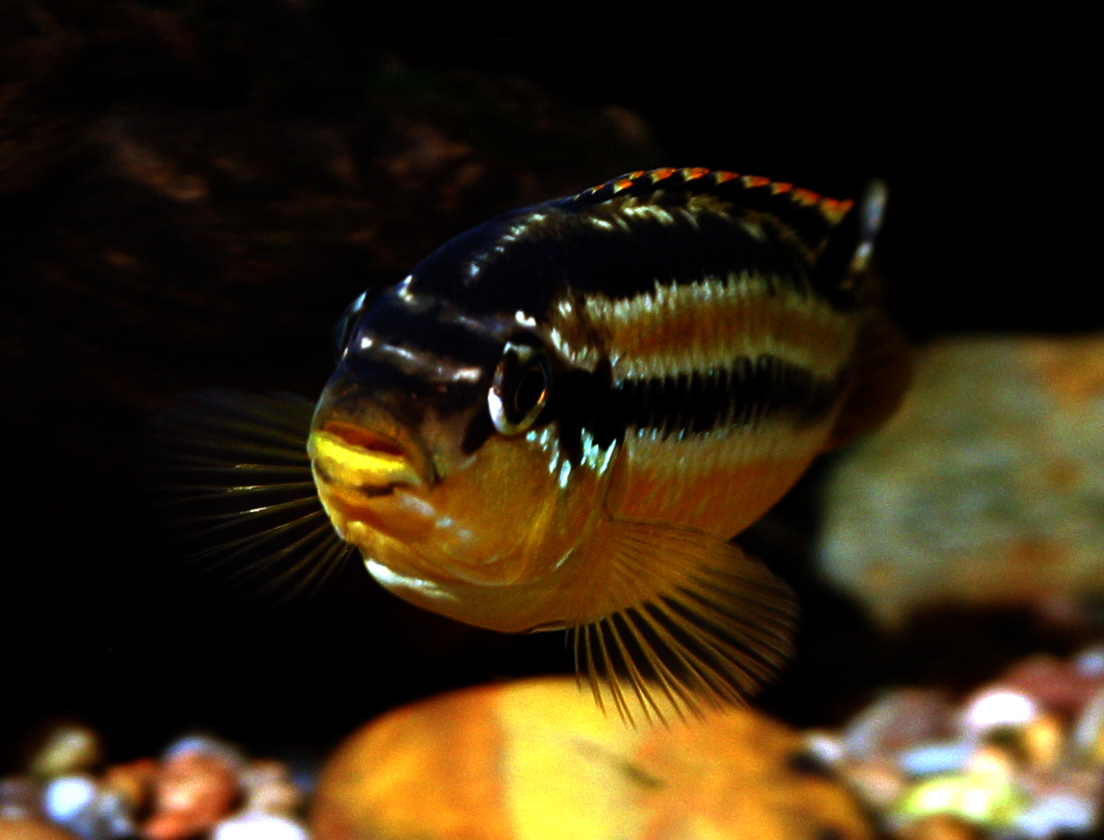
femelle vue de face
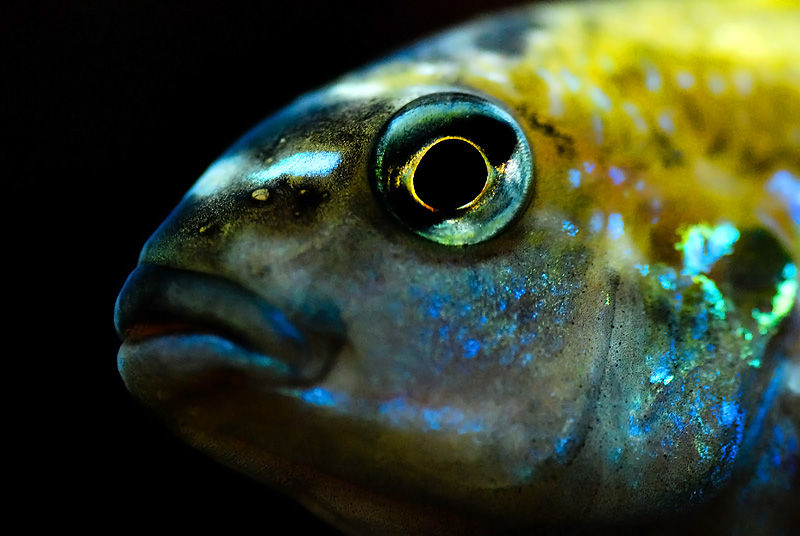
tête mâle de profil
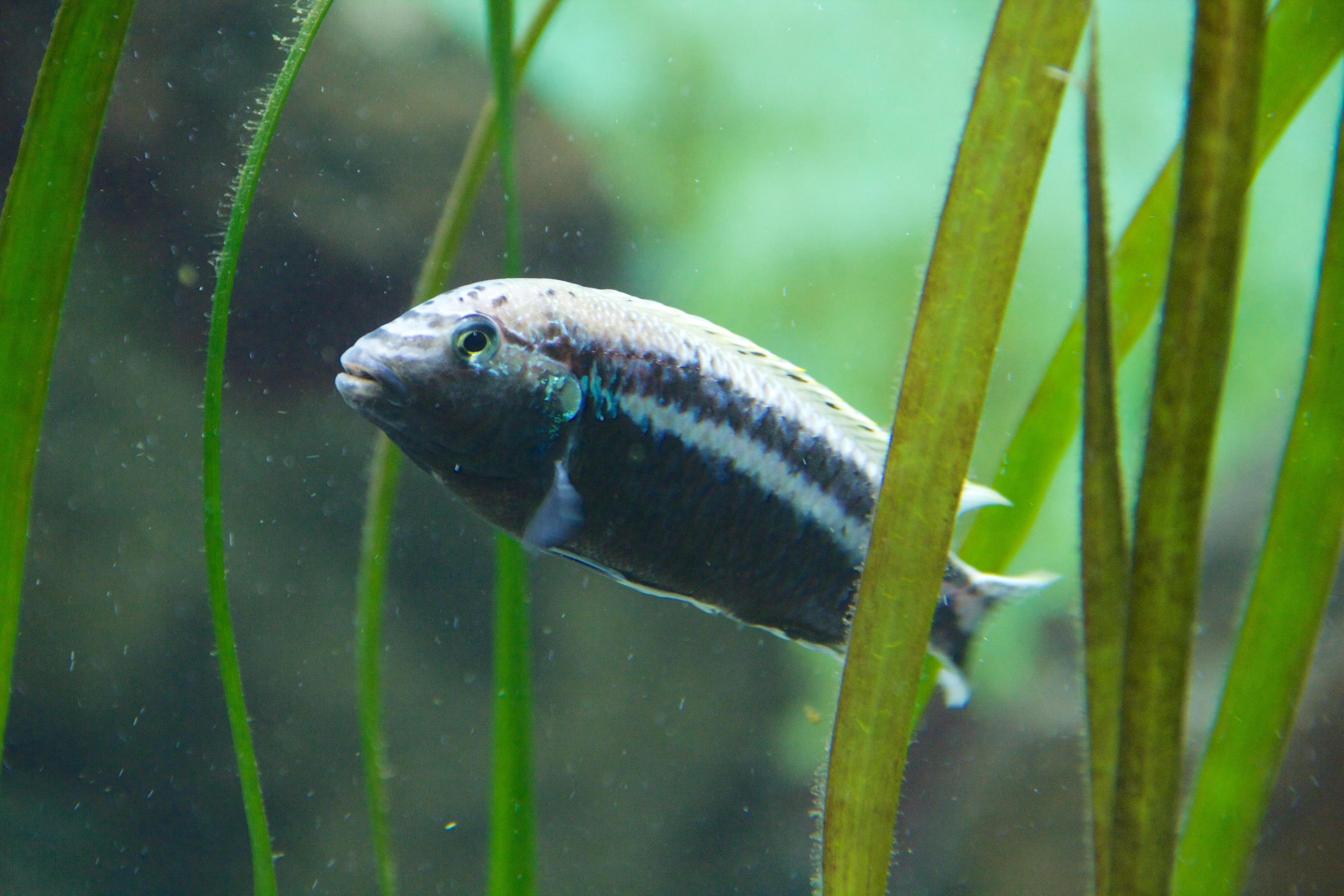
mâle au Zoo de Francfort-sur-le-Main en Allemagne